# Emilio Pente
Emilio Pente (Pàdua, 16 d'octubre de 1860 - idem. 14 de maig, 1929) fou un violinista i compositor italià.
Va estudiar amb Corbellini i Bazzini al Conservatori de Milà i es dedicà al principi a treballs de critica i d'història de la música especialment a l'obra de Tartini, del qual va descobrir en una església 40 manuscrits considerats perduts i dels quals va assegurar la seva edició. Va fer la seva primera actuació coneguda a Florència el 1895 i després va viatjar a Europa, parant a Londres el 1909 com a professor de violí a la "Guildhall School of Music". Va donar concerts a Itàlia, Àustria, Alemanya i Anglaterra. També va comptar amb obres de Nardini (incloent un concert en mi menor) i Albinoni, Bach i Vivaldi.
Les seves composicions inclouen concerts i moltes peces petites per a violí, incloent-hi la Gaditana, la serenata op 14 i els Farfadets op 122.

## Obres
- Op.1 - Romanç en G major per V. av. Piano. Hamburg, Thiemer. 1896.
- Op.2 - Cançó polonesa per a V. i piano
- Op.3 - Humoresque, per V. av. Piano .. Hamburg, Thiemer. 1896.
- Op.4 - Caprice hongarès, per V. av. Piano Hamburg, Thiemer.
- Op.5 - Historiette, per V. i Piano. - p. Vella i el piano. Hamburg, Thiemer. 1898.
- Op.6 - Fragment líric, per V. av. Piano. Hamburg, Thiemer 1898.
- Op.7 - Fantasia burlesca, per V. av. Piano d'Hamburg: Thiemer 1898
- Op.8 - Sis Etudes-Impressions (en dues suites) per a violí solista. London1900.
- 1: a la fàbrica
- No.2: Intermezzo
- No.3: Viatjar
- No.4: El corrent
- No.5: Al temple
- 6: Scherzo
- Op.9 - Polonès, violí i piano Leipsic ua Carisch & Jänichen 1900
- Op.10 - Dues peces per a V. av. Piano. Interludio; Interludien, Londres 1902
- Op.11 - Tendresa: full d'àlbum per a violí i piano o per a instruments de corda Mainz: B. Schott's Sohne, 1907
- Op.12 - 2 peces, Mainz: Schott, 1909. 1928
- No.1: somni de fantasia
- No.2: Leprechauns: scherzo per a violí amb acc. de piano
- Op.13 -
- Op.14 - La Gaditana: serenata per a violí amb acompanyament de piano, Londres: Metzler & C., 1909 Mainz Shott 1928
- Op.15 - 2 peces, Londres, etc.: Schott & Co 1911
- No.1: Momento appassionato
- No.2: Gavotte Caprice. Per a violí i piano
- Op.16 - Mazurka per a V. av. Piano Trieste, Carlo Schmidl, 1910